# Bogdan Łysakowski

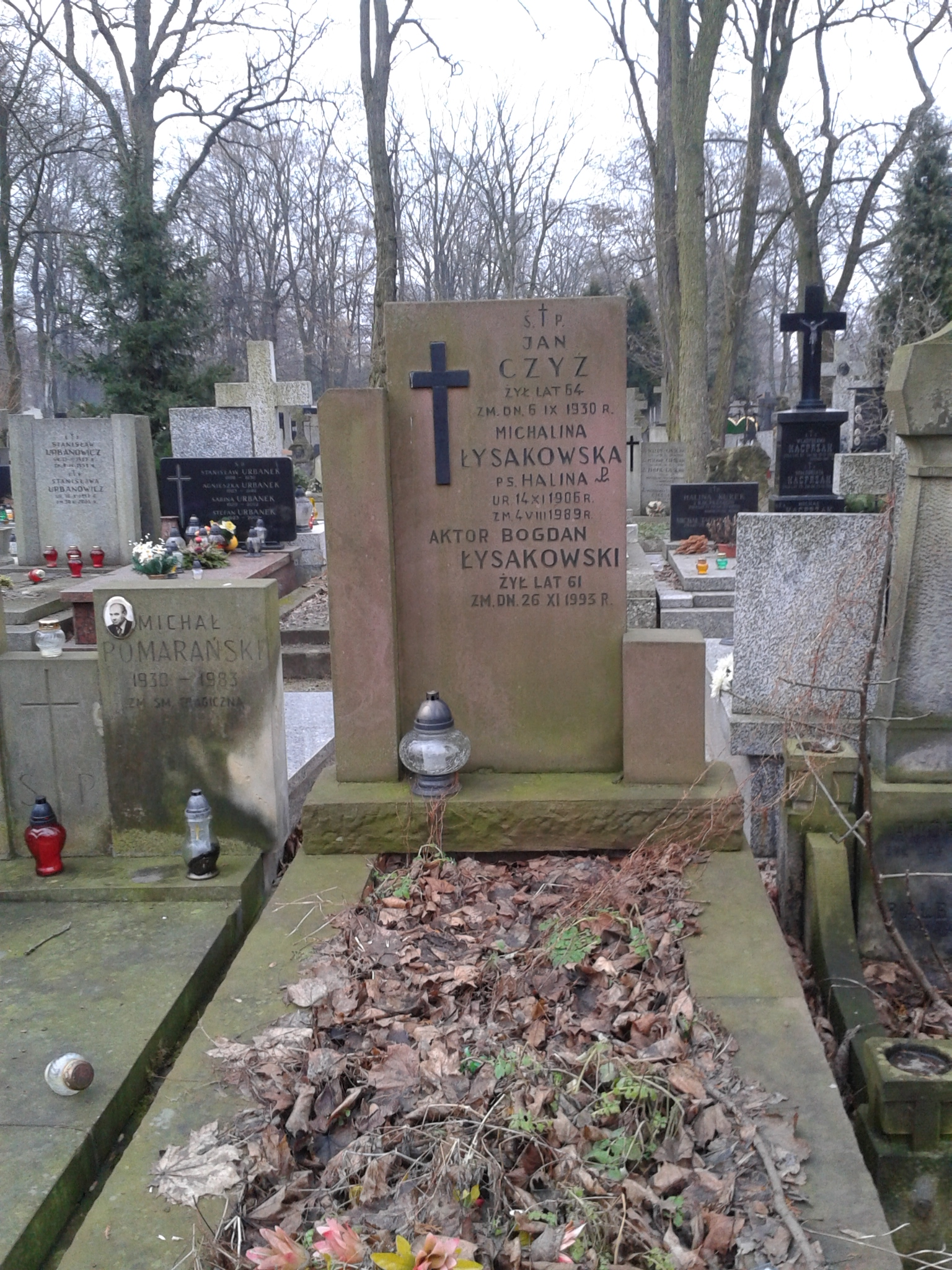
Grób Bogdana Łysakowskiego na cmentarzu Bródnowskim w Warszawie

Bogdan Łysakowski (ur. 10 stycznia 1932 w Warszawie, zm. 26 listopada 1993 tamże) – polski aktor, teatralny, filmowy i telewizyjny.

## Życiorys
Występował na scenach warszawskich: Teatru Narodowego (1954), Teatru Ziemi Mazowieckiej (1956–1959), Teatru Powszechnego (1959–1966) i Teatru Klasycznego (1968–1972). W latach 1972–1981 był aktorem Teatru Rozmaitości w Warszawie.
Występował również w Teatrze Telewizji, m.in. w spektaklach: Dzicy ludzie Siergieja Michałkowa w reż. Czesława Szpakowicza (1960), Klara i Angelika Marii Dąbrowskiej w reż. Ireneusza Kanickiego (1964), Kwiaty polskie Juliana Tuwima w reż. Adama Hanuszkiewicza (1965), W pułapce i E-19 działa z cyklu Stawka większa niż życie Zbigniewa Safjana i Andrzeja Szypulskiego w reż. Andrzeja Konica jako Rudolf (1965), Kolumbowie Romana Bratnego w reż. Adama Hanuszkiewicza (1966), Ostatnia stacja Ericha Marii Remarque’a w reż. Zygmunta Hübnera (1967), Kaukaskie kredowe koło Bertolta Brechta w reż. Macieja Zenona Bordowicza (1972) oraz w przedstawieniach: Umarły zbiera oklaski Macieja Słomczyńskiego w reż. Andrzeja Zakrzewskiego jako Jones (1972), Wesele Stanisława Wyspiańskiego w reż. Lidii Zamkow jako Wojtek (1972), Wesele z generałem  Antona Czechowa w reż. Olgi Lipińskiej jako stangret (1972), Dokument liryczny Maksima Gorkiego w reż. Lidii Zamkow (1973) i w Lipcowych tarapatach Erskine’a Prestona Caldwella w reż. Daniela Bargiełowskiego jako farmer (1974). 
Został pochowany na cmentarzu Bródnowskim w Warszawie (kw.31B-VI-13).

## Filmografia (wybór)
- Kiedy miłość była zbrodnią (1967) – więzień
- Paryż – Warszawa bez wizy (1967)
- Stawka większa niż życie (serial telewizyjny) (1967) – Staszek, robotnik (odc. 15. Oblężenie)
- Człowiek z M-3 (1968) – doktor Mietek, przyjaciel Piechockiego
- Hasło Korn (1968) – członek ekipy elektryków
- Wszystko na sprzedaż (1968) – uczestnik bankietu
- Przygody pana Michała (serial telewizyjny) (1969) – podkomendny Luśni (odc. 2 i 10)
- Kolumbowie (serial telewizyjny) (1970) – Maltz, gestapowiec zabity na stacji (odc. 2. Żegnaj Baśka)
- Przygody psa Cywila (serial telewizyjny) (1970) (odc. 5. Przez granicę)
- Na krawędzi (1972) – pułkownik, szef organizacji
- Czarne chmury (serial telewizyjny) (1973) – dragon (odc. 1. Szafot)
- Hubal (1973) – członek oddziału „Hubala”
- Gniazdo (1974) – woj Mieszka
- 40-latek (serial telewizyjny) (1974–1977):

• odc. 13. Kozioł ofiarny czyli rotacja – uczestnik odprawy w dyrekcji zjednoczenia
• odc. 17. Cwana bestia czyli kryształ – podwładny Mietka Powroźnego, członek delegacji witającej Japończyków
• odc. 21. Smuga cienia czyli pierwsze poważne ostrzeżenie – urzędnik w przedsiębiorstwie inż. Stefana Karwowskiego
- Doktor Judym (1975) – asystent dyrektora Kalinowicza
- Kazimierz Wielki (1975)
- Moja wojna, moja miłość (1975)
- Brunet wieczorową porą (1976) – sąsiad Romanów
- Czerwone ciernie (1976) – oficer
- Daleko od szosy (serial telewizyjny) (1976) – sierżant, szef izby chorych (odc. 5. Pod prąd)
- Motylem jestem, czyli romans 40-latka (1976) – urzędnik oglądający telewizję razem z ministrem Stanisławem Zawodnym
- Polskie drogi (serial telewizyjny) (1976) – żandarm kontrolujący dokumenty przesiedleńców na granicy Rzeszy z Generalnym Gubernatorstwem (odc. 5. Lekcja geografii)
- Zaklęty dwór (serial telewizyjny) (1976) – oficer (odc. 4. Nowy trop)
- Śmierć prezydenta (1977) – Witold Chodźko, minister zdrowia
- Koty to dranie (1978) – kierowca dyrektora
- Rodzina Leśniewskich (serial telewizyjny) (1978) (odc. 1. Przeprowadzka i odc. 5. Ucieczka)
- Rodzina Połanieckich (serial telewizyjny) (1978) (odc. 6. Zdrada)
- Romans Teresy Hennert (1978) – kelner
- Sto koni do stu brzegów (1978) – gestapowiec pilnujący Majera w szpitalu
- Szpital przemienienia (1978) – żandarm SS
- Układ krążenia (serial telewizyjny) (1978) – pacjent Czarnobila (odc. 7. Doktor Bognar)
- Wśród nocnej ciszy (1978) – wywiadowca
- Życie na gorąco (serial telewizyjny) (1978) – członek organizacji „W” (odc. 1. Budapeszt)
- Najdłuższa wojna nowoczesnej Europy (serial telewizyjny) (1979) – wierzyciel Chłapowskiego (odc. 1. Pułkownik cesarza)
- Placówka (1979) – Niemiec
- Tajemnica Enigmy (serial telewizyjny) (1979) – gestapowiec w mieszkaniu Palluthów (odc. 4. Ocalić myśl)
- Zerwane cumy (1979) – lotnik
- Zielone lata (1979) – żandarm strzelający do Abramka
- Nasze podwórko (1980) (odc. 1)
- Dom (serial telewizyjny) (1980–2000):

• odc. 1. Co ty tu robisz, człowieku? – wysłannik Komitetu Dzielnicowego PPR u Stanisława Jasińskiego
• odc. 8. Jak się łowi dzikie ptaki – tajniak na budowie metra
- Słona róża (1982) – gestapowiec
- Alternatywy 4 (serial telewizyjny) (1983) – dyspozytor w pracy Kotka (odc. 1. Przydział )
- Katastrofa w Gibraltarze (1983) – pułkownik w sztabie głównym we wrześniu 1939
- Romans z intruzem (1984) – kierowca pułkownika Klona
- Przyłbice i kaptury (serial telewizyjny) (1985) – żołnierz krzyżacki (odc. 3. Pożoga, odc. 5. W gnieździe wroga i odc. 7. Zemsta boga Kurho)

## Odznaczenia
- Odznaka Honorowa „Zasłużony Działacz Kultury” (1974)